# Melchora Aquino
Melchora Aquino de Ramos (Caloocan, 6 gennaio 1812 – Balintawak, 2 marzo 1919) è stata un'attivista e rivoluzionaria filippina.
Nota anche col nome di "Tandang Sora" (Tandang deriva dalla parola "matanda" che significa "anziana" in Tagalog), partecipò alla rivoluzione filippina nel 1896 (aveva 84 anni all'epoca). Ottenne la nomina di grande donna della rivoluzione e madre di Balintawak per i suoi grandi contributi alla rivolta.